# Leersum
Leersum è una località dei Paesi Bassi situata nella municipalità di Utrechtse Heuvelrug, nella provincia di Utrecht.
Nel gennaio 2006 è stato fuso nel comune di Utrechtse Heuvelrug insieme ai comuni di Amerongen, Doorn, Driebergen-Rijsenburg, e Maarn.